# 560 (szám)
Az 560 (római számmal: DLX) egy természetes szám.

## A szám a matematikában
A tízes számrendszerbeli 560-as a kettes számrendszerben 1000110000, a nyolcas számrendszerben 1060, a tizenhatos számrendszerben 230 alakban írható fel.
Az 560 páros szám, összetett szám, kanonikus alakban a 24 · 51 · 71 szorzattal, normálalakban az 5,6 · 102 szorzattal írható fel. Húsz osztója van a természetes számok halmazán, ezek növekvő sorrendben: 1, 2, 4, 5, 7, 8, 10, 14, 16, 20, 28, 35, 40, 56, 70, 80, 112, 140, 280 és 560.
Nyolcszögszám. Tetraéderszám.
Az 560 négyzete 313 600, köbe 175 616 000, négyzetgyöke 23,66432, köbgyöke 8,24257, reciproka 0,0017857. Az 560 egység sugarú kör kerülete 3518,58377 egység, területe 985 203,45617 területegység; az 560 egység sugarú gömb térfogata 735 618 580,6 térfogategység.